# Joost Jacques Kalker
Joost Jacques Kalker (25 de julio de 1933 - 24 de abril de 2006) fue un profesor neerlandés de la Universidad Tecnológica de Delft, reconocido por sus contribuciones al campo de la mecánica de contacto. En particular, en el caso de los sistemas ferroviarios, sus resultados se utilizan para resolver problemas de contacto rueda-carril y dinámica ferroviaria. Los coeficientes elásticos lineales definidos en su teoría se conocen como los coeficientes de Kalker. 

## Biografía
Joost J. Kalker nació en una familia judía, perseguida durante la ocupación alemana de los Países Bajos en la Segunda Guerra Mundial. 

## Trabajo profesional
Su tesis doctoral de 1967 se tituló: "Sobre el contacto de la rodadura de dos cuerpos elásticos en presencia de fricción seca". En su tesis, Kalker propuso un modelo de la mecánica subyacente a la rodadura por fricción con deslizamiento y giro arbitrario lateral y longitudinal. Su suposición básica era dividir la zona de contacto entre los dos cuerpos elásticos en dos áreas: área de adhesión y área de deslizamiento. Su teoría hizo posible calcular tanto las fuerzas de fluencia como el momento de giro en problemas de contacto por rodadura. Su teoría se confirmó por primera vez a través de pruebas experimentales de fuerzas de fluencia realizadas en Inglaterra y Alemania. En 1979, Kalker fue nombrado profesor titular de la Universidad Tecnológica de Delft en matemáticas aplicadas..Creó dos programas informáticos con su teoría: CONTACT y FASTSIM. Fue miembro del consejo editorial de Journal Vehicle System Dynamics.
Fue asesor de seis investigaciones de doctorado: Max Viergever (1980), Francois van Geer (1987), Juergen Jaeger (1992), Gerard Braat (1993), Frédéric Jacques Périard (1998) y Zili Li (2002). En 1990, publicó el libro "Cuerpos elásticos tridimensionales en contacto rodante". Murió a la edad de 72 años debido a una insuficiencia cardíaca, el 24 de abril de 2006. 